# Catharine Titi
Catharine Titi es una jurista e investigadora en el Centro Nacional de Investigación Científica de Francia (CNRS).

## Biografía
Decidió estudiar derecho desde muy joven, cuando descubrió los discursos jurídicos de Lisias, un orador de la antigua Grecia, que fueron una revelación para ella. Antes de incorporarse al CNRS, completó sus estudios en Grecia y Londres, y posteriormente obtuvo su doctorado en Alemania.
Es experta en derecho internacional, y especialmente en la equidad en derecho internacional, derecho internacional de inversiones, y derecho del patrimonio cultural. Es presidenta del Academic Forum on ISDS, y forma parte del comité científico de la Cátedra Unesco sobre amenazas al patrimonio cultural. En 2016, recibió el premio Smit-Lowenfeld del International Arbitration Club de Nueva York (IACNY). 
Su  libro The Parthenon Marbles and International Law (Springer, 2023) argumenta que los mármoles del Partenón que se encuentran en el Museo Británico deberían devolverse a Grecia por razones jurídicas, entre otras,aunque insiste en la importancia de las negociaciones entre Grecia y Reino Unido.

## Libros (selección)
- The Parthenon Marbles and International Law (Springer 2023)
- The Function of Equity in International Law (Oxford University Press 2021)
- Mediation in International Commercial and Investment Disputes (ed. con Katia Fach Gómez) (Oxford University Press 2021)
- Droit de l'homme et droit international économique (ed.) (Bruylant 2019)
- The Right to Regulate in International Investment Law (Nomos & Hart 2014)